# Ель-Мірон
Ель-Мірон (ісп. El Mirón) — муніципалітет в Іспанії, у складі автономної спільноти Кастилія-і-Леон, у провінції Авіла. Населення — 166 осіб (2010).
Муніципалітет розташований на відстані близько 140 км на захід від Мадрида, 60 км на захід від Авіли.
На території муніципалітету розташовані такі населені пункти: (дані про населення за 2010 рік)
- Альдеалабад-дель-Мірон: 23 особи
- Ель-Мірон: 143 особи

## Демографія
Динаміка населення (INE ):